# Оксалат лития
Оксалат лития — соль лития и щавелевой кислоты с формулой Li2C2O4.
Кристаллизуется в ромбической сингонии, параметры ячейки a = 0,658 нм, b = 0,774 нм, c = 0,661 нм, Z = 4.
Растворяется в воде, не растворяется в этаноле и диэтиловом эфире.
Разлагается при нагревании:
{\displaystyle {\mathsf {Li_{2}C_{2}O_{4}\ {\xrightarrow {410-500^{o}C}}\ Li_{2}CO_{3}+CO}}}
Получение:
Один из способов получения, реакция нейтрализации непосредственно щавелевой кислоты гидроксидом лития.
2LiOH+H2C2O4=Li2C2O4+2H2O
Применение:
В пиротехнике, как краситель пламени в красный цвет. 